# Indrek Martinson
Indrek Martinson, född 26 december 1937 i Tartu, Estland, död 14 november 2009 i Södra Sandby församling, var en estnisk-svensk fysiker. Han disputerade 1971 vid Stockholms universitet  och var från 1975 professor i fysik vid Lunds universitet. Han invaldes 1986 som ledamot av Kungliga Vetenskapsakademin och utnämndes 1990 till hedersdoktor vid Tartu universitet. Indrek Martinson är begravd på Norra kyrkogården i Lund.